# Israel Joshua Singer
Israel Joshua Singer (Biłgoraj, 1893. november 30. – New York, 1944. február 10.) lengyel-zsidó regényíró volt, aki jiddisül írt.

## Élete
Jiszruel Jehojse Zinger néven született, Pinkász Mendl Zinger rabbi, valamint Bas Szewa Zilberman fiaként. Isaac Bashevis Singer író és Esther Kreitman regényíró testvére volt. Feleségül vette Genia Kupferstokot. Legidősebb fia, Jása 14 évesen tüdőgyulladásban meghalt, mielőtt a család kivándorolt volna Amerikába. Kisebbik fia, Joseph Singer volt a fordítója mind apja, mind nagybátyja, Isaac Bashevis Singer műveinek. Joseph, aki apjához hasonlóan festő és író volt, feleségül vette June Flaum Singert, aki szintén író lett. Négy gyermekük született: Sharon Salinger, Brett Singer, I.J. Singer és Valerie Singer. A három lány követte a családi vállalkozást, és ők is publikált költők és regényírók.
Singer 1916-tól kezdve közreműködött az európai jiddis sajtóban. 1919-ben feleségével, Geniával Ukrajnába ment, ahol az Új Idők című újságnál talált munkát, és a „kijevi írók” egyikeként tartották számon. Ezután Moszkvába költöztek, ahol cikkeket és elbeszéléseket publikált. Két nehéz év után, 1921-ben visszatértek Varsóba. 1921-ben, miután Abraham Cahan felfigyelt a Gyöngyök című történetére, Singer a The Forward című amerikai jiddis újság tudósítója lett. 1924-ben jelent meg Liuk című novellája, amely a bolsevik forradalom ideológiai zűrzavarát világítja meg. Első regényét, az Acél és vas-at 1927-ben írta. 1934-ben az Egyesült Államokba emigrált, hogy a The Forwardnak írjon. Végül Israel Joshua meghívta öccsét, a későbbi Nobel-díjas Isaac Bashevis Singert az Egyesült Államokba, és munkát szerzett neki a The Forwardnál. „Ha nem lett volna Joshua, Abraham Cahan kirúgta volna” - mondta később I. J. Singer felesége, Genia I. B. Singer fiának, Israel Zamirnak. I. J. Singer 50 éves korában, 1944. február 10-én szívrohamban halt meg New York-i otthonában, a Riverside Drive 258. szám alatt.

## Művei
- Fun a velt vos iz nishto mer; angolul: Of a World That is No More (1946) Posztumusz adták ki, angol fordítását a Vanguard Press adta ki 1971-ben.
- Shtol un Ayzn (1927); angol fordításban: Blood Harvest (1935)[7] és mint Steel and Iron (1969)
- Nay Rusland (New Russia) (1928)
- Yoshe Kalb (1932) The Sinner, Liveright Pub., NY (1933), és ugyanaz a fordítás jelent meg Yoshe Kalb címmel 1937-ben. Ez utóbbi bevezetőjében I. B. Singer a The Sinner-t "rossz címnek" nevezte.
- The Brothers Ashkenazi (1936)
- Friling (1937)
- East of Eden (eredeti címe: Khaver Nachman), Alfred A. Knopf (1939)
- The Family Carnovsky (1969) (eredeti cím: Di mishpokhe Karnovski) (1943)
- The River Breaks Up, Alfred A. Knopf által kiadott történetek (1938); újra kiadta a Vanguard Press, NY (1966)
- Dertseylungen (angolul: Stories); posztumusz, 1949.

Az A Treasury of Yiddish Stories bevezetőjében Irving Howe és Eliezer Greenberg kijelentette, hogy Singer könyveit "olyan módon szervezték meg, hogy az megfeleljen a szokásos nyugati elvárásoknak az irodalmi szerkezettel kapcsolatban. Regényei hasonlítanak arra a fajta családi krónikára, amely több évtizeddel ezelőtt [azaz a századforduló idején] népszerű volt Európában".

### Magyarul megjelent
- Az askenázi fivérek I-II. (Di brider Ashkenazi) – Ulpius-ház, Budapest, 2004 · ISBN 9639475963 · Fordította: Dezsényi Katalin

## Fordítás
- Ez a szócikk részben vagy egészben  az   Israel Joshua Singer című angol Wikipédia-szócikk fordításán alapul.  Az eredeti cikk szerkesztőit annak laptörténete sorolja fel. Ez a jelzés csupán a megfogalmazás eredetét és a szerzői jogokat jelzi, nem szolgál a cikkben szereplő információk forrásmegjelöléseként.